# Jan Anzelm Wilczek
Jan Anzelm Wilczek herbu Mądrostki (zm. w styczniu 1649 roku) – kasztelan trocki w latach 1644–1649, kasztelan połocki w 1640 roku,  marszałek Trybunału Głównego Wielkiego Księstwa Litewskiego w 1633 i 1639 roku, starosta oszmiański w latach 1635–1649, podsędek oszmiański w 1621 roku, dworzanin królewski w 1634 roku, trukczaszy Króla Jego Mości w 1632 roku.
Poseł powiatu oszmiańskiego na sejm warszawski 1626 roku i deputat województwa wileńskiego na Trybunał Skarbowy Wielkiego Księstwa Litewskiego w 1626 roku. Poseł na sejm 1627 roku. Poseł sejmiku oszmiańskiego na sejm nadzwyczajny 1629 roku. W czasie elekcji 1632 roku został sędzią generalnego sądu kapturowego. W 1632 był elektorem Władysława IV Wazy z województwa wileńskiego. Poseł sejmiku oszmiańskiego na sejm ekstraordynaryjny 1634 roku, poseł na sejm ekstraordynaryjny 1637 roku. Poseł na sejm koronacyjny 1633 roku.
W 1634 roku wyznaczony na sejmie komisarzem z Koła Poselskiego do zapłaty wojsku wojsku Wielkiego Księstwa Litewskiego.